# Carl McCunn
Pour les articles homonymes, voir McCunn.
 (janvier 2017).
Si vous disposez d'ouvrages ou d'articles de référence ou si vous connaissez des sites web de qualité traitant du thème abordé ici, merci de compléter l'article en donnant les références utiles à sa vérifiabilité et en les liant à la section « Notes et références ».
Carl McCunn, né le 25 janvier 1947 à Munich et mort le 18 décembre 1981,, est un chasseur et photographe américain.

## Biographie

### Enfance
Son père, Donovan McCunn, était dans l'armée américaine. Carl McCunn, né en Allemagne est élevé à San Antonio dans l'état du Texas. Il est diplômé du lycée en 1964, et s'engage dans la marine de guerre américaine peu après être parti de l'université. McCunn sert dans la marine pendant quatre ans et est renvoyé en 1969. 
Il vécut pendant quelques années à Seattle dans l'État de Washington avant de s'installer à Anchorage en Alaska en 1970.

### Excursion en Alaska

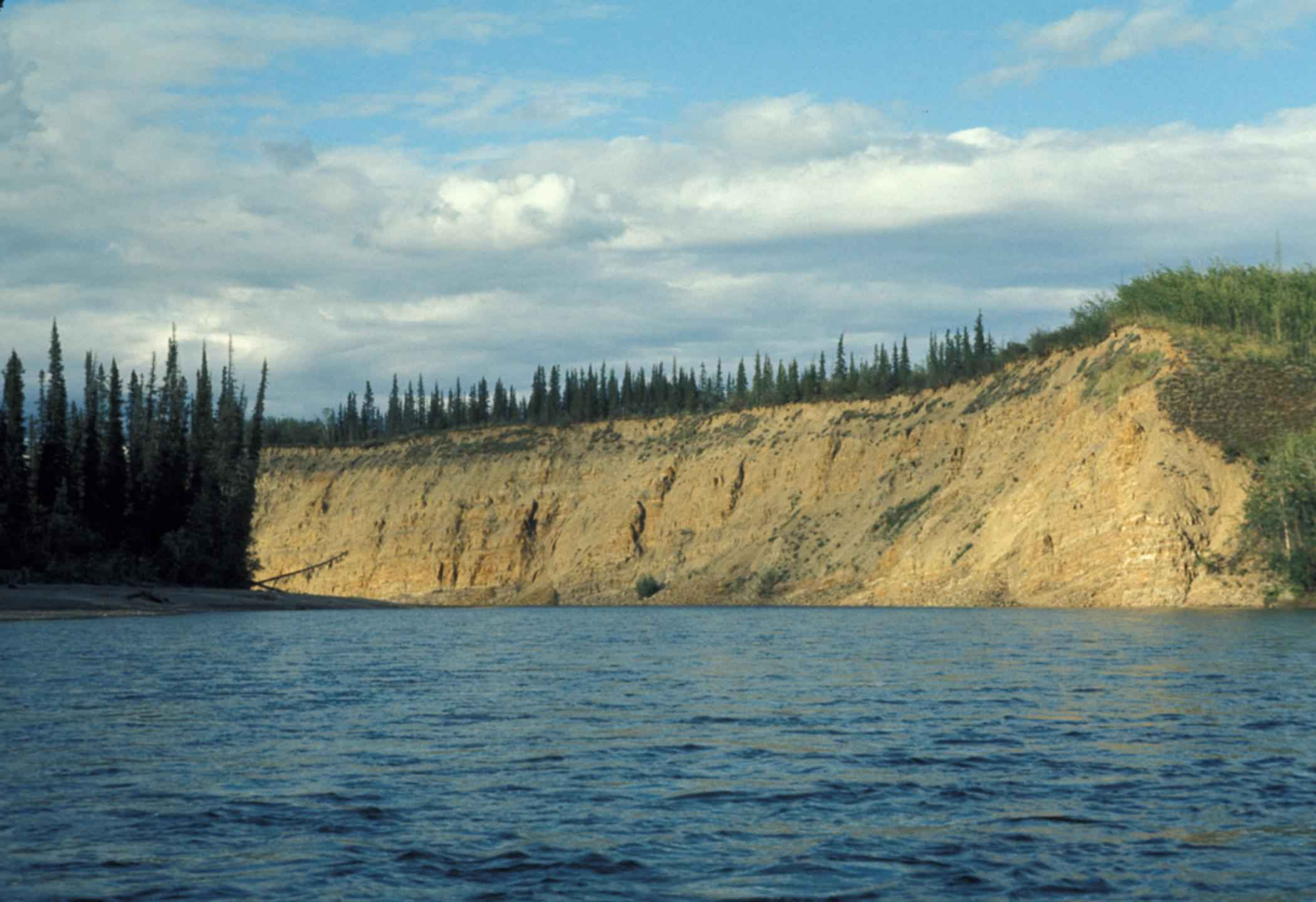
Coleen River.

McCunn avait vécu cinq mois sur la chaîne Brooks en 1976. En mars 1981, McCunn paya un pilote de brousse pour le faire atterrir au bord d'un lac isolé à environ 360 kilomètres au nord-est de Fairbanks en Alaska près de la rivière Coleen sur la sud de la chaîne Brooks. McCunn avait prévu de photographier la faune pendant environ cinq mois. Lors de ce voyage, il emporta 500 rouleaux de film, 635 kilogrammes de provisions, deux carabines et un fusil de chasse. Ne pensant pas qu'il aurait besoin d'eux, il jeta rapidement les boîtes de cartouches de fusil dans la rivière près de son camp. Bien que McCunn pensait qu'il avait organisé le retour du pilote en août, il ne lui avait apparemment jamais confirmé. Début août, alors que l'avion prévu n'était toujours pas arrivé, il écrivit dans son journal : « Je pense que j'aurai dû faire preuve de plus de prévoyance à propos de l'organisation de mon départ. Je vais bientôt le savoir ».
À la mi-août, il était devenu évident pour McCunn que le pilote de brousse ne reviendrait pas le chercher. À ce stade, il tenta de faire en sorte que ses provisions durent le plus longtemps possible en tirant sur des proies avoisinantes. Il tua des canards, des rats musqués, et tenta de sécher la viande d'un caribou qu'il vit mourir dans le lac. À ce stade, le journal de McCunn indique qu'il espérait que sa famille ou ses amis, voyant qu'il ne revenait pas, enverraient quelqu'un pour venir le chercher. McCunn avait envoyé trois cartes avec son camp marqué à quelques amis et son père, mais n'avait pas été clair sur son itinéraire exact. Bien que son père savait qu'il était dans la région, il ne savait pas quand McCunn avait prévu de revenir. Il avait également dit à son père de ne pas se faire de soucis s'il ne revenait pas à la fin de l'été, car il pourrait rester plus tard dans la saison si les choses allaient bien.

#### Vol de reconnaissance
Un fonctionnaire de police de l'Alaska survola le lac vers la fin août et observa le camp de McCunn. Le pilote n'eut pas l'impression que McCunn était en détresse puisqu'il agitait un sac rouge de manière très décontractée et qu'à son troisième passage au dessus du camp, McCunn faisait marche arrière vers sa tente. Le fonctionnaire de police témoigna plus tard qu'il n'avait eu aucune raison de supposer McCunn avait besoin d'aide. McCunn écrivit plus tard dans son journal : « Je me souviens lever ma main droite, l'épaule haute et en secouant mon poing lors de la deuxième passe de l'avion. C'était comme un bref salut - comme quand votre équipe marque un but ou quelque chose comme cela. Il se trouvait que c'était le signal pour "TOUT VA BIEN. N'ATTENDEZ PAS". Je ne peux pas le croire ! ».
Un fonctionnaire de police qui avait parlé avec McCunn avant son voyage et lui indiqua son camp sur une carte, déclara que McCunn était au courant de la présence d'une cabane de chasse située à huit kilomètres de son camp. On ne sait pas pourquoi il ne l'a pas l'utilisée quand le temps a commencé à devenir froid. Finalement, la neige a commencé à tomber et le lac à geler. Les proies devinrent de plus en plus rares et McCunn mit en place des collets pour attraper des lapins. Les pièges furent fréquemment attaqués par les loups et les renards. En novembre, McCunn n'avait plus de nourriture. Il pensa rejoindre Fort Yukon, à environ 100 kilomètres de distance, mais ne put pas effectuer le voyage en raison de la neige et de son état de faiblesse. Le 26 novembre, il écrit avoir des vertiges et des frissons presque constants.

### Mort
Quelque temps après, McCunn prit finalement la décision de se suicider. Il utilisa toutes ses réserves de carburant restantes pour créer un feu. Il écrivit une lettre à son père lui expliquant la manière de développer ses pellicules. Il demanda également que tous ses effets personnels retrouvés soient remis à son père. Il suggéra même que la personne qui les retrouverait pourrait garder son fusil de chasse. Il épingla enfin son permis de conduire en Alaska à la lettre et se tira à bout portant un coup de fusil. Juste avant son suicide, il écrivit dans son journal : "Ils disent que cela ne fait pas mal."
En janvier, les amis de McCunn étaient devenus suffisamment préoccupés pour demander aux autorités de lancer les recherches. Le 2 février 1982, un avion équipé de skis portant plusieurs fonctionnaires de police atterrit au bord du lac pour vérifier le camp de McCunn. Ils trouvèrent sa tente fermée et, lorsqu'ils l'ouvrirent, découvrirent son cadavre émacié et congelé, aux côtés de son journal de 100 pages.